# フィル・エドワーズ (陸上選手)
フィル・エドワーズ（Phil Edwards, 本名：Philip Aaron Edwards, 1907年9月23日 – 1971年9月6日）は英領ギアナ生まれの陸上選手で、のちに医師。アムステルダム、ロサンゼルス、ベルリンとオリンピック3大会の陸上競技種目にカナダ代表として連続出場し、5個の銅メダルを獲得した。ニックネームは「ブロンズの男（Man of Bronze）」。

## 生涯
フィリップ・アーロン・エドワーズは英領ギアナのジョージタウンに弁護士の子として生まれた。父親に走ることの手ほどきをうけ、中等教育を終えると渡米し、1926年にニューヨーク大学に入学した。アメリカ時代の彼は、学業のかたわら中距離走で活躍、オリンピック出場を期待される好成績を残す。
しかし、エドワーズにはオリンピックに出場できない事情があった。英領植民地出身の彼にはアメリカ代表となる資格がなく、また植民地からはオリンピックに代表を送ることができなかったためである。ところが1927年、カナダ陸上チームのマネージャーをしていたボビー・ロビンソン（Melville Marks "Bobby" Robinson）がエドワーズをカナダに招き、1928年アムステルダムオリンピックにカナダ代表として出場させることに成功する。この大会でエドワーズは400mリレーに出場し、銅メダルを獲得した。
アムステルダム五輪後、エドワーズはモントリオールのマギル大学に移り、医学を学びながら大学のトラック競技チームの一員として活動する。1930年、ボビー・ロビンソンが中心となって開催にこぎつけたブリティッシュ・エンパイア・ゲームズ（現在のコモンウェルスゲームズの前身にあたる）の第1回大会がオンタリオ州のハミルトンで開催されると、エドワーズも英領ギアナの代表として出場した。
マギル大学では大学陸上チームの主将を1931年から1936年までつとめ、6年連続でマギル大チームをカナダ大学選手権優勝に導いた。1932年ロサンゼルスオリンピックでは800m、1500m、400mリレーに出場、合計3個の銅メダルを獲得した。1934年にイギリスのロンドンで開かれた第2回ブリティッシュ・エンパイア・ゲームズでは、再び英領ギアナ代表として出場し、880ヤード走で同大会黒人選手としては初となる金メダルを獲得した。
1936年には、アメリカのジェシー・オーエンスらとともにヒトラー政権下のナチス・ドイツで開催されたベルリンオリンピックに出場した黒人選手の1人となった。この大会では800mに出場し、銅メダルを受賞している。同年、エドワーズはマギル大学のメディカルスクールを卒業した。第2次世界大戦中はカナダ陸軍大尉、戦後の1945年にはマギル大で医学のディプロマを取得した。
その後はモントリオールのロイヤル・ヴィクトリア病院で、熱帯病の専門家として国際的な医療チームにも参加し医療活動を行なった。1957年にはマギル大学時代のチームメイトだったジム・ウォロル（Jim Worrall）とともに、東カリブ海地域の若手アスリートを対象としたスポーツ開発プロジェクトにも取り組んでいる。
1971年、心臓の病気のため没。モントリオールのモンロワイヤル墓地に埋葬された。1972年、カナダ陸上競技連盟はフィル・A・エドワーズ記念賞を創設、以来、この賞はカナダにおいてその年に最も優れた成績を残したトラック競技選手に授与されている。

## 人物像
大学スポーツでは圧倒的な強さを誇ったが、スタートダッシュがよい反面、後半でペースダウンする傾向があった。ベルリンオリンピックでは途中まで首位に立ちながら、最後のコーナーを過ぎたところでスピードが落ち、まずアメリカのジョン・ウッドラフ、次いでゴール前でイタリアのマリオ・ランツィに抜かれ、3位となった。
周囲の人々からの信任が厚く、マギル大学陸上チーム主将のほか、ベルリンオリンピックの際はカナダ・チームの主将もつとめている。ベルリンからの帰途にロンドンに立ち寄った際、エドワーズが黒人であることを理由にホテルに宿泊を拒否された際も、カナダチームの選手たちはエドワーズとともにいることを選び、そのホテルをキャンセルしたという逸話がある。

## 評価
5個のオリンピック銅メダルを獲得したことにより、エドワーズは「ブロンズの男」と呼ばれた。彼以外にカナダのオリンピック選手で5個以上のメダルを獲得したのはシンディ・クラッセン（スピードスケート、6個）、マルク・ガニョン（スピードスケート、5個）、クララ・ヒューズ（スピードスケート、自転車競技、5個）である。

### 受賞歴
エドワーズは以下の殿堂および受賞者一覧に名を連ねている。
- 1930年
  - ニューヨーク大学陸上競技殿堂[4]
- 1936年
  - ルー・マーシュ賞
  - ライオネル・コナカー賞（Lionel Conacher Award）
- 1997年
  - カナダ・スポーツ殿堂
  - マギル大学スポーツ殿堂
- 2005年
  - ケベック・スポーツ殿堂

## 所属チーム
- 1926年～1930年？ - ニューヨーク大学
- 1930年？～1936年 - マギル大学

## 主な成績

### 1928年
- アムステルダムオリンピック
  - 400mリレー - 3位（ボール／グローバー／エドワーズ／ウィルソン）[5]

### 1930年
- ブリティッシュ・エンパイア・ゲームズ[6]
  - 1マイル - 5位
  - 880ヤード（ハーフマイル） - 5位

### 1932年
- ロサンゼルスオリンピック
  - 400mリレー - 3位（ルイス／ボール／エドワーズ／ウィルソン）[7]
  - 800m - 3位
  - 1500m - 3位

### 1934年
- ブリティッシュ・エンパイア・ゲームズ[6]
  - 880ヤード（ハーフマイル） - 優勝

### 1936年
- ベルリンオリンピック
  - 800m - 3位

## 註
1. ↑  Canada Sports Hall of Fame. “Phil Edwards” (英語). Honoured Members. 2007年6月1日閲覧。
2. ↑  Athletics Canada. “The Phil A. Edwards Memorial Trophy” (英語). 2007年6月1日閲覧。 近年の受賞者はシャンタル・プチクレール（2004年、2006年）、タイラー・クリストファー（2005年）、ペルディタ・フェリシエン（2003年、2004年）など。
3. ↑  McGill Athletics (1997年9月18日). “Phil Edwards: The Man of Bronze” (英語). Hall of Fame. 2007年6月1日閲覧。
4. ↑  Schaffer, James. “The New York University Hall of Fame” (英語). 2007年6月1日閲覧。
5. ↑  IOC. “Amsterdam 1928: Athletics 4x400m relay Men (Team Canada)” (英語). 2007年6月1日閲覧。
6. 1 2  Commonwealth Games Federation
7. ↑  IOC. “Los Angeles 1932: Athletics 4x400m relay Men (Team Canada)” (英語). 2007年6月1日閲覧。